# 6 czerwca
6 czerwca jest 157. (w latach przestępnych 158.) dniem w kalendarzu gregoriańskim. Do końca roku pozostaje 208 dni.

## Święta
- Imieniny obchodzą: Aleksander, Artemiusz, Benignus, Dominika, Filip, Gerard, Gerarda, Kandyda, Klaudiusz, Laurenty, Marceli, Maria, Norbert, Norberta, Paulina, Sydonia, Wawrzyniec i Więcerad.
- Korea Południowa – Dzień Upamiętnienia Ofiar Wojny Koreańskiej
- Międzynarodowe:
  - Dzień języka rosyjskiego w ONZ w ramach dni języków[1]
  - Międzynarodowy Dzień Jaskiń i Krasu[2]
- Polska
  - Święto Wojsk Chemicznych[3]
  - Święto Centrum Operacji Powietrznych[4] (Decyzja nr 141/MON z 3 czerwca 2002)[5]
- Szwecja – Święto Narodowe i dzień wolny od pracy – rocznica elekcji Gustawa I Wazy (1523).
- Społecznościowe – Narodowy Dzień Slayera[6]
- Wspomnienia i święta w Kościele katolickim[7][8] obchodzą:
  - św. Filip (diakon) (zw. ewangelistą)
  - św. Norbert z Xanten (arcybiskup Magdeburga)
  - bł. Maria Karłowska (założycielka Zgromadzenia Sióstr Pasterek od Opatrzności Bożej)

## Wydarzenia w Polsce

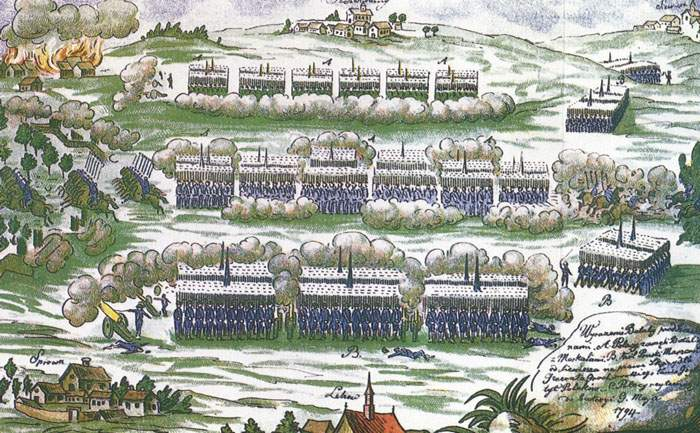
Bitwa pod Szczekocinami (1794) – grafika Michała Stachowicza

- 1473 – Wojna o sukcesję korony czeskiej: zawarto pokój ziemski kończący trwające od marca oblężenie Żor przez wojska śląsko-węgierskie.
- 1569 – Województwa kijowskie i bracławskie przyłączono do Korony Królestwa Polskiego.
- 1633 – Lipniszki otrzymały herb miejski.
- 1664 – Wojna polsko-rosyjska: wojska hetmana Michała Kazimierza Paca pokonały wojska moskiewskie w bitwie pod Witebskiem.
- 1794 – Insurekcja kościuszkowska: porażka powstańców w bitwie pod Szczekocinami z wojskami pruskimi i rosyjskimi.
- 1891 – Rozpoczęło działalność Krakowskie Ochotnicze Towarzystwo Ratunkowe, pierwsze pogotowie ratunkowe w Polsce i drugie w Europie (po wiedeńskim).
- 1920 – W Sopocie otwarto pierwsze kasyno na terenie obecnej Polski.
- 1922 – Upadł drugi rząd Antoniego Ponikowskiego.
- 1939 – Wybuchł pożar niedokończonego Dworca Głównego w Warszawie.
- 1943 – Niemcy dokonali pacyfikacji wsi Wólka Niedźwiedzka koło Sokołowa Małopolskiego, zabijając 10 osób.
- 1944 – Armia Czerwona przekroczyła pod Sarnami w dawnym województwie wołyńskim przedwojenną granicę Polski.
- 1945 – 196 ukraińskich mieszkańców wsi Wierzchowiny na Lubelszczyźnie zostało zamordowanych przez zgrupowanie PAS NSZ pod dowództwem Mieczysława Pazderskiego ps. „Szary”.
- 1948 – Zainaugurowano rozgrywki o drużynowe mistrzostwo Polski w jeździe na żużlu.
- 1953:
  - Ukazało się pierwsze wydanie „Tygodnika Demokratycznego”.
  - Władze PRL-u nakazały zakładom radiowym w Warszawie i Dzierżoniowie usunięcie z produkowanych odbiorników zakresów fali nadawania Radia Wolna Europa.
- 1962 – W Warszawie otwarto pierwszy w kraju Supersam.
- 1973:
  - W Bielsku-Białej rozpoczęto seryjną produkcję Fiata 126p.
  - W rozegranym na Stadionie Śląskim w Chorzowie meczu eliminacyjnym do Mistrzostw Świata Polska pokonała Anglię 2:0.
- 1980 – Rozpoczął się pierwszy festiwal jarociński.
- 1988 – Premiera filmu kryminalnego Zabij mnie glino w reżyserii Jacka Bromskiego.
- 1990 – Premiera komedii sensacyjnej Zabić na końcu w reżyserii Wojciecha Wójcika.
- 1997 – Sejm RP uchwalił nowy Kodeks karny.
- 1999 – Podczas rozgrywanych na polskich parkietach XXVII Mistrzostw Europy w Koszykówce Kobiet reprezentacja Polski zdobyła swój jedyny dotychczas tytuł mistrzowski, pokonując w finale w Katowicach Francję 59:56.
- 2000 – Rozpadła się koalicja AWS-UW.
- 2008 – Sławomir Mrożek ponownie wyjechał z Polski i osiedlił się we francuskiej Nicei.
- 2010:
  - Anita Włodarczyk ustanowiła w Bydgoszczy rekord świata w rzucie młotem (78,30 m).
  - Ks. Jerzy Popiełuszko podczas mszy św. na Placu Marszałka Józefa Piłsudskiego w Warszawie został ogłoszony błogosławionym Kościoła katolickiego.
- 2012 – Na Cmentarzu Wojskowym na Powązkach w Warszawie pochowano urnę z prochami zmarłego tragicznie w 1989 roku w USA Kazimierza Deyny.
- 2019 – W Warszawie odsłonięto pomnik Achillesa Rattiego (Piusa XI)[9].

## Wydarzenia na świecie
- 824 – Eugeniusz II został papieżem.
- 848 – Karol II Łysy został koronowany w Orleanie na króla zachodnich Franków.
- 913 – Konstantyn VII Porfirogeneta został cesarzem bizantyńskim.
- 1242 – Z nakazu poprzedniego papieża Grzegorza IX z 1239 roku w Paryżu spalono 24 zbiory ksiąg Talmudu.
- 1271 – Książę Bawarii Ludwik II nadał prawa miejskie Kitzbühel.
- 1513 – IV wojna włoska: zwycięstwo wojsk szwajcarskich nad francuskimi w bitwie pod Novarą.
- 1523 – Gustaw I Waza został królem Szwecji – początek rozpadu Unii kalmarskiej.
- 1543 – Papież Paweł III erygował diecezję Puebla de los Angeles w Meksyku.
- 1610 – We francuskim Annecy Franciszek Salezy i Joanna de Chantal założyli Zakon Nawiedzenia Najświętszej Maryi Panny (sióstr wizytek).
- 1617 – Ferdynand II Habsburg został wybrany na króla Czech.
- 1654 – Karol X Gustaw został królem Szwecji.
- 1660 – Dania i Szwecja podpisały pokój w Kopenhadze kończący duński udział w II wojnie północnej.
- 1749 – Na rządzonej przez joannitów Malcie udaremniono planowany na 29 czerwca bunt muzułmańskich niewolników.
- 1761 – Rosyjski uczony Michaił Łomonosow, podczas obserwacji przejścia Wenus na tle tarczy Słońca, odkrył jej atmosferę.
- 1795 – Walka z rewolucją francuską: zwycięstwo Rojalistów w bitwie pod Étrelles.
- 1808:
  - Józef Bonaparte został królem Hiszpanii.
  - Wojna na Półwyspie Iberyjskim: zwycięstwo wojsk hiszpańskich w bitwie pod El Bruc.
- 1809:
  - Karol XIII został królem Szwecji.
  - Ogłoszono nową konstytucję Szwecji.
- 1813:
  - VI koalicja antyfrancuska: zwycięstwo wojsk prusko-rosyjskich nad francuskimi w bitwie pod Luckau.
  - Wojna brytyjsko-amerykańska: zwycięstwo wojsk brytyjsko-kanadyjskich w bitwie pod Stoney Creek w Ontario.
- 1836 – Fryderyk August II został królem Saksonii.
- 1837 – W Valparaíso zginął w zamachu chilijski minister spraw wewnętrznych i wojny gen. Diego Portales.
- 1844 – W Londynie założono Związek Chrześcijańskiej Młodzieży Męskiej (YMCA).
- 1857 – Przyszły król Szwecji i Norwegii Oskar II poślubił Zofię Wilhelminę Nassau.
- 1859 – Królowa brytyjska Wiktoria ogłosiła australijski Queensland niezależną kolonią.
- 1862 – Wojna secesyjna: zwycięstwo floty Unii w bitwie pod Memphis.
- 1867 – W Paryżu polski emigrant Antoni Berezowski usiłował zastrzelić przebywającego we Francji cara Rosji Aleksandra II Romanowa.
- 1883 – W stoczni w angielskim Newcastle upon Tyne zwodowano chilijski krążownik pancernopokładowy „Esmeralda".
- 1888 – Wielka Brytania anektowała Wyspę Bożego Narodzenia na Oceanie Indyjskim.
- 1889 – Założono klub piłkarski Viktoria Berlin.
- 1890 – W Brazylii ustanowiono Order Kolumba.
- 1892 – Założono miasto Postmasburg w Południowej Afryce.
- 1894 – Założono niemiecki klub piłkarski Karlsruher SC.
- 1897 – Uruchomiono komunikację tramwajową we francuskim Limoges.
- 1906 – W Berlinie odbył się ślub pruskiego i niemieckiego księcia koronnego Wilhelma Hohenzollerna z księżniczką Meklemburgii-Schwerin Cecylią.
- 1912 – Rozpoczęła się erupcja wulkanu Novarupta na Alasce, najpotężniejsza na świecie w XX wieku.
- 1918 – I wojna światowa: zakończyła się III bitwa pod Aisne.
- 1920:
  - Odbyły się wybory do niemieckiego Reichstagu.
  - Po nagłej śmierci premiera Portugalii gen. António Marii Baptisty p.o. premiera został José Ramos Preto.
- 1922 – Gustav Schädler został premierem Liechtensteinu.
- 1928 – W brytyjskiej stoczni zwodowano masowiec SS „Wisła”.
- 1929 – Premiera francuskiego filmu niemego Pies andaluzyjski w reżyserii Luisa Buñuela.
- 1931:
  - Jules Renkin został premierem Belgii.
  - W Monachium spłonął doszczętnie Pałac Szklany.
- 1932 – Alexandru Vaida-Voievod został po raz drugi premierem Rumunii.
- 1933 – W Camden w amerykańskim stanie New Jersey uruchomiono pierwsze kino samochodowe.
- 1941 – Feldmarszałek Wilhelm Keitel wydał w imieniu Adolfa Hitlera rozkaz (Kommissarbefehl) nakazujący niemieckim oddziałom na przyszłym froncie wschodnim rozstrzeliwanie wziętych do niewoli radzieckich komisarzy politycznych.
- 1944:
  - Rozpoczęło się lądowanie wojsk alianckich w Normandii, największa operacja desantowa w historii wojen.
  - Założono Alaska Airlines.
- 1946:
  - Założono Basketball Association of America (BAA) (od 1949 roku National Basketball Association (NBA)).
  - ZSRR i Argentyna nawiązały stosunki dyplomatyczne.
- 1948
  - I wojna izraelsko-arabska: rozpoczęła się bitwa o Niccanim.
  - Galo Plaza Lasso wygrał wybory prezydenckie w Ekwadorze.
- 1954 – Transmisją z Festiwalu Narcyzów w szwajcarskim Montreux zainaugurowała swą działalność sieć telewizyjna Eurowizja.
- 1956 – Założono Uniwersytet Telawiwski.
- 1958 – Premiera melodramatu wojennego Lecą żurawie w reżyserii Michaiła Kałatozowa.
- 1965 – Kneset przyjął ustawę o prawie telewizyjnym, na mocy której 3 lata później rozpoczął nadawanie pierwszy program telewizji izraelskiej.
- 1971:
  - 50 osób zginęło w wyniku zderzenia w okolicach Los Angeles samolotu pasażerskiego McDonnell Douglas DC-9 z myśliwcem McDonnell Douglas F-4 Phantom II.
  - Został wystrzelony Sojuz 11 z drugą załogą na stację kosmiczną Salut 1.
- 1972:
  - Ukazał się album Davida Bowiego The Rise and Fall of Ziggy Stardust and the Spiders from Mars, który uważany jest za początek epoki glam rocka.
  - W wyniku eksplozji w kopalni węgla kamiennego w Wankie w Rodezji (dzisiejsze Zimbabwe) zginęło 427 górników.
- 1976 – Premiera amerykańskiego horroru Omen w reżyserii Richarda Donnera.
- 1978 – Polska pokonała w Rosario Tunezję 1:0 w swym drugim meczu grupowym na piłkarskich Mistrzostwach Świata w Argentynie.
- 1980 – Premiera amerykańskiego melodramatu Miejski kowboj w reżyserii Jamesa Bridgesa.
- 1981 – W indyjskim stanie Bihar kilkaset osób zginęło po runięciu pociągu pasażerskiego z mostu do rzeki Bagmati.
- 1982 – Wojska izraelskie dokonały inwazji na południowy Liban – początek wojny libańskiej.
- 1983 – Premiera brytyjskiego filmu sensacyjnego Ośmiorniczka w reżyserii Johna Glena.
- 1984:
  - Na rynku radzieckim pojawiła się kultowa gra komputerowa Tetris autorstwa Aleksieja Pażytnowa.
  - Wojska indyjskie zdobyły Złotą Świątynię w Amritsarze, święte miejsce Sikhów, okupowaną przez sikhijskich ekstremistów. W walkach zginęło około 1200 osób, w tym około 200 żołnierzy.
- 1985 – Rozpoczęła się załogowa misja kosmiczna Sojuz T-13.
- 1986 – Reprezentant NRD Jürgen Schult ustanowił w Neubrandenburgu aktualny do dziś rekord świata w rzucie dyskiem (74,08 m).
- 1991 – Tamirat Layne został premierem Etiopii.
- 1992 – 47 osób zginęło w Panamie w katastrofie należącego do Copa Airlines Boeinga 737.
- 1993 – W Hiszpanii odbyły się wybory parlamentarne.
- 1994:
  - 160 osób zginęło w katastrofie należącego do China Northwest Airlines samolotu Tu-154M w okolicach chińskiego miasta Xi’an.
  - Trzęsienie ziemi o sile 6,4 stopnia w skali Richtera doprowadziło do zejścia lawiny i laharu ze zbocza wulkanu Nevado del Huila w południowo-zachodniej Kolumbii, w wyniku czego w dolinie rzeki Paez zginęło około 1100 osób.
- 2002 – Satelitarny system wczesnego ostrzegania USA wykrył w atmosferze nad Morzem Śródziemnym wybuch 10-metrowej asteroidy o sile podobnej do bomby atomowej zrzuconej na Hiroszimę.
- 2005:
  - Koncern Apple Computer ogłosił, że od 2006 roku jego komputery będą produkowane na podstawie technologii przedsiębiorstwa Intel. Zademonstrowano również działający system Mac OS X na zwykłym komputerze typu PC.
  - Pod wpływem protestów społecznych prezydent Boliwii Carlos Mesa Gisbert ogłosił rezygnację z urzędu.
- 2006 – Po 10 latach istnienia międzynarodowa rozproszona sieć testowa IPv6 6bone, zgodnie z planami zawartymi w dokumencie RFC 3701, została wyłączona.
- 2007 – W niemieckim Heiligendamm rozpoczął się szczyt grupy G8.
- 2008 – Japońskie Zgromadzenie Narodowe przyjęło rezolucję wzywającą rząd do uznania Ajnów na Hokkaido za japoński lud tubylczy i położenia kresu ich dyskryminacji.
- 2009 – W wyniku pożaru żłobka w meksykańskim mieście Hermosillo śmierć poniosło 47 dzieci, a ponad 50 zostało rannych.
- 2010:
  - Cyklon Phet, który w dniach 30 maja-6 czerwca nawiedził Oman, Pakistan i Indie, spowodował śmierć 44 osób.
  - W Słowenii odbyło się referendum w sprawie międzynarodowego arbitrażu w sporze granicznym z Chorwacją. Za arbitrażem opowiedziało się 51,5% głosujących.
- 2012 – Wojna domowa w Syrii: prorządowe bojówki alawickie dokonały rzezi 78 cywilów w wioskach Al-Kubajar i Maazarif pod Hamą.
- 2013 – Rami al-Hamd Allah został premierem Autonomii Palestyńskiej.
- 2014 – Na Węgrzech utworzono trzeci rząd Viktora Orbána.
- 2015 – Chinka Liu Hong ustanowiła w hiszpańskim mieście A Coruña rekord świata w chodzie na 20 km (1:24:38).
- 2018 – Christian Ntsay został premierem Madagaskaru.
- 2019 – Antti Rinne został premierem Finlandii.
- 2023:
  - Inwazja Rosji na Ukrainę: nad ranem doszło do przerwania zapory Kachowskiej Elektrowni Wodnej na Dnieprze.
  - Nikołaj Denkow został premierem Bulgarii.

## Astronomia
- 2012 – Ostatnie w tym stuleciu przejście Wenus na tle tarczy Słońca.

## Urodzili się
- 1236 – Wen Tianxiang, chiński generał, polityk, pisarz (zm. 1283)[potrzebny przypis]
- 1296 – Władysław, książę legnicki (zm. 1352)
- 1436 – Regiomontanus, niemiecki matematyk, astronom, astrolog (zm. 1476)
- 1471 – Jakub II z Badenii, niemiecki duchowny katolicki, arcybiskup Trewiru, książę-elektor Rzeszy (zm. 1511)
- 1502 – Jan III Aviz, król Portugalii (zm. 1557)
- 1507 – Annibale Caro, włoski prozaik, poeta (zm. 1566)[potrzebny przypis]
- 1510 – Giovanni Battista Cicala, włoski kardynał (zm. 1570)
- 1519 – Andrea Cesalpino, włoski naturalista, lekarz, botanik, filozof (zm. 1603)
- 1532 – Giulio Antonio Santori, włoski duchowny katolicki, arcybiskup Santa Severina, kardynał (zm. 1602)
- 1539 – Katarzyna Wazówna, szwedzka królewna, hrabina Fryzji Wschodniej (zm. 1610)
- 1556 – Edward la Zouche, angielski arystokrata, polityk (zm. 1625)
- 1568 – Zofia Hohenzollern, księżniczka brandenburska, księżna elektorowa Saksonii (zm. 1622)
- 1576 – Giovanni Diodati, szwajcarski teolog kalwiński (zm. 1649)
- 1599 – (chrzest) Diego Velázquez, hiszpański malarz, portrecista (zm. 1660)
- 1605 – Ernest Albrecht von Eberstein, saski feldmarszałek (zm. 1676)
- 1606 – Pierre Corneille, francuski dramaturg (zm. 1684)
- 1621 – Petar Zrinski, chorwacki arystokrata, działacz narodowy (zm. 1671)
- 1625 – Domenico Guidi, włoski rzeźbiarz (zm. 1701)[potrzebny przypis]
- 1649 – Jan Kazimierz Denhoff, polski kardynał, rezydent w Państwie Kościelnym (zm. 1697)
- 1661 – Giacomo Antonio Perti, włoski kompozytor (zm. 1756)
- 1678 – Ludwik Aleksander Burbon, francuski książę, admirał, marszałek Francji (zm. 1737)
- 1681 – Giovanni Domenico Santorini, włoski anatom (zm. 1737)
- 1686 – Antoni Józef Żółkowski, polski duchowny katolicki, biskup pomocniczy wileński (zm. 1763)
- 1714 – Józef I Reformator, król Portugalii (zm. 1777)
- 1734 – Cyprian Stecki, ukraiński duchowny greckokatolicki, biskup łucko-ostrogski (zm. 1787)
- 1735 – Anton Schweitzer, niemiecki kompozytor (zm. 1787)[potrzebny przypis]
- 1740 – Louis-Sébastien Mercier, francuski prozaik, poeta, dramaturg, publicysta (zm. 1814)
- 1743 – Anicet Charles Gabriel Lemonnier, francuski malarz (zm. 1824)[potrzebny przypis]
- 1755 – Nathan Hale, amerykański kapitan, działacz stronnictwa Patriotów, bohater narodowy (zm. 1776)
- 1756 – John Trumbull, amerykański malarz historyczny (zm. 1843)
- 1758 – Ludwik Barreau de la Tuche, francuski benedyktyn, błogosławiony, męczennik (zm. 1792)
- 1767 – Tekla Teresa Łubieńska, polska dramatopisarka, poetka, tłumaczka (zm. 1810)
- 1772 – Maria Teresa Burbon-Sycylijska, cesarzowa niemiecka (zm. 1807)
- 1777 – Feliks Jaroński, polski duchowny katolicki, filozof, teolog, pisarz, kaznodzieja (zm. 1827)
- 1799 – Aleksandr Puszkin, rosyjski poeta, prozaik, dramaturg, tłumacz (zm. 1837)
- 1802 – Norbert Alfons Kumelski, polski przyrodnik, geolog (zm. 1853)
- 1807 – Adrien-François Servais, belgijski wiolonczelista, kompozytor (zm. 1866)
- 1808 – Luigi Serafini, włoski duchowny katolicki, biskup Viterbo, kardynał (zm. 1894)
- 1813 – Hermann Friedrich Wäsemann, niemiecki architekt (zm. 1879)
- 1818 – Nikoła Milutin, rosyjski polityk (zm. 1872)
- 1819 – Ernst Wilhelm von Brücke, austriacki fizjolog (zm. 1892)
- 1820 – George Henry Durrie, amerykański malarz (zm. 1863)
- 1824 – Izaak Mikołaj Isakowicz, polski duchowny, teolog, arcybiskup lwowski obrządku ormiańskiego, filantrop, pisarz pochodzenia ormiańskiego (zm. 1901)
- 1825 – Friedrich Bayer, niemiecki przemysłowiec (zm. 1880)
- 1829:
  - Bogumił Hoff, polski krajoznawca, etnograf amator, malarz, rysownik pochodzenia niemieckiego (zm. 1894)
  - Shūsaku Hon’inbō, japoński gracz w go (zm. 1862)
  - Allan Octavian Hume, brytyjski urzędnik, reformator polityczny, ornitolog (zm. 1912)
- 1836 – Mikołaj Biernacki, polski poeta, satyryk (zm. 1901)
- 1837:
  - Norbert Bonczyk, polski duchowny katolicki, poeta, publicysta, działacz narodowy na Górnym Śląsku (zm. 1893)
  - Bonifacja Rodríguez Castro, hiszpańska zakonnica, święta (zm. 1905)
- 1839 – Dydak Oddi, włoski franciszkanin, błogosławiony (zm. 1919)
- 1841:
  - Henry Mosler, amerykański malarz pochodzenia żydowskiego (zm. 1920)
  - Eliza Orzeszkowa, polska pisarka, teozofka (zm. 1910)
- 1844 – Hugo Borchardt, niemiecki inżynier, konstruktor broni strzeleckiej (zm. 1924)
- 1845 – Johan Reinhold Sahlberg, fiński przyrodnik, entomolog, wykładowca akademicki (zm. 1920)
- 1846 – Antoni Donimirski, polski prawnik, ekonomista, publicysta (zm. 1912)
- 1847 – Ołeksandr Barwinski, ukraiński historyk, działacz społeczny, polityk (zm. 1926)
- 1850 – Karl Ferdinand Braun, niemiecki fizyk, wykładowca akademicki, laureat Nagrody Nobla (zm. 1918)
- 1855:
  - Edward Jelinek, czesko-polski pisarz, publicysta, tłumacz (zm. 1897)
  - Aleksander Mańkowski, polski pisarz (zm. 1924)
- 1857 – Aleksandr Lapunow, rosyjski matematyk, wykładowca akademicki (zm. 1918)
- 1859 – Antoni Szczerbowski, polski działacz strażacki, konstruktor (zm. 1912)
- 1861 – Stanisław Kunicki, polski działacz robotniczy i rewolucyjny (zm. 1886)
- 1862 – Władysław Gostomski, polski inżynier, tytularny generał brygady (zm. 1937)
- 1863 – Stanisław Radziejowski, polski malarz (zm. 1950)
- 1865:
  - Ernst Krogius, fiński żeglarz sportowy (zm. 1955)
  - Wincenty Rapacki, polski aktor, śpiewak (zm. 1943)
- 1866 – Maurice Cullen, kanadyjski malarz (zm. 1934)
- 1868:
  - Maria Bogusławska, polska pisarka, aktorka, dziennikarka, działaczka oświatowa (zm. 1929)
  - Robert Falcon Scott, brytyjski badacz polarny (zm. 1912)
- 1869:
  - Charles MacIntosh, nowozelandzki rugbysta (zm. 1918)
  - Siegfried Wagner, niemiecki kompozytor, dyrygent, reżyser, syn Richarda (zm. 1930)
- 1871:
  - Karol Krauss, polski generał brygady (zm. 1945)
  - Oscar Wisting, norweski wojskowy, polarnik (zm. 1936)
- 1872 – Aleksandra Romanowa, caryca Rosji, święta prawosławna (zm. 1918)
- 1874 – Jan Carbonell Mollá, hiszpański duchowny katolicki, męczennik, błogosławiony (zm. 1936)
- 1875 – Thomas Mann, niemiecki pisarz, laureat Nagrody Nobla (zm. 1955)
- 1876 – Jan Wroczyński, polski generał, inżynier, polityk (zm. 1945)
- 1879:
  - Patrick Abercrombie, brytyjski architekt, urbanista (zm. 1957)
  - Władysław Jarocki, polski malarz (zm. 1965)
- 1880:
  - Norbert Barlicki, polski prawnik, publicysta, polityk, minister robót publicznych (zm. 1941)
  - William Thomas Cosgrave, irlandzki polityk, prezydent Rady Wykonawczej Wolnego Państwa Irlandzkiego (zm. 1965)
- 1883 – Norbert Szadbej, polski major piechoty (zm. 1940)
- 1885 – Ryūshi Kawabata, japoński malarz (zm. 1966)
- 1886:
  - Henryk Bekker, żydowski działacz polityczny i społeczny, przewodniczący Judenratu w getcie lubelskim (zm. 1942)
  - Paul Dudley White, amerykański kardiolog (zm. 1973)
- 1888:
  - Bob Glendenning, angielski piłkarz, trener (zm. 1940)
  - Walerian Kujbyszew, radziecki polityk, działacz bolszewicki (zm. 1935)
- 1889:
  - Władysław Figielski, polski i rosyjski działacz socjalistyczny i komunistyczny (zm. 1919)
  - Stanisław Żytkiewicz, polski duchowny katolicki, kapelan wojskowy, podpułkownik (zm. 1956)
- 1890:
  - Paul Kellner, niemiecki pływak (zm. 1972)
  - Kazimierz Szczudłowski, polski profesor weterynarii (zm. 1985)
- 1891:
  - Stanisława Dembowska, polska biolog, wykładowczyni akademicka (zm. 1962)
  - Lucjan Janiszewski, polski pułkownik dyplomowany piechoty (zm. 1940)
  - Oscar Verbeeck, belgijski piłkarz (zm. 1971)
- 1892:
  - Leon Kozłowski, polski archeolog, wykładowca akademicki, polityk, premier RP (zm. 1944)
  - Czesław Szyndler, polski pułkownik uzbrojenia (zm. 1950)
- 1893 – Henryk Gliszczyński, polski kapitan piechoty (zm. 1940)
- 1894:
  - Sabin Drăgoi, rumuński kompozytor, etnomuzykolog (zm. 1968)
  - Harry Greb, amerykański bokser (zm. 1926)
  - Władysław Świrski, polski ekonomista, prawnik, publicysta, polityk, żołnierz AK (zm. 1971)
  - Violet Trefusis, brytyjska arystokratka, pisarka (zm. 1972)
- 1895:
  - Bolesław Cybis, polski malarz, grafik, rzeźbiarz, ceramik (zm. 1957)
  - Charles Gerhardt, amerykański generał (zm. 1976)
  - Henryk Węglowski, polski porucznik piechoty, lekarz, działacz społeczny (zm. 1942)
- 1896:
  - Henry Allingham, brytyjski weteran wojenny, superstulatek (zm. 2009)
  - Italo Balbo, włoski marszałek lotnictwa (zm. 1940)
- 1897 – Wissarion Łominadze, gruziński i radziecki polityk (zm. 1935)
- 1898:
  - Walter Abel, amerykański aktor, komik (zm. 1987)
  - Emil Gal, radziecki aktor (zm. 1960)
  - Ninette de Valois, irlandzka tancerka baletowa, choreografka (zm. 2001)
- 1899:
  - Edward Kiliński, polski geolog (zm. 1931)
  - Edward Markiewicz, polski major, żołnierz AK (zm. 1944)
  - Edwin Norbert Wagner, polski major piechoty, polityk, poseł na Sejm RP (zm. 1944)
- 1900:
  - Manfred Sakel, amerykański psychiatra pochodzenia żydowskiego (zm. 1957)
  - Jakub Strzelka, polski starszy szeregowy (zm. 1983)
- 1901:
  - Hellmuth Stieff, niemiecki generał (zm. 1944)
  - Sukarno, indonezyjski polityk, pierwszy prezydent niepodległej Indonezji (zm. 1970)
- 1902 – Émile Ali-Khan, francuski lekkoatleta, sprinter (zm. ?)
- 1903 – Aram Chaczaturian, ormiański kompozytor, dyrygent, pedagog (zm. 1978)
- 1904:
  - Ignacy Borkowski-Birencwajg, polski inżynier chemik, działacz komunistyczny pochodzenia żydowskiego (zm. 1968)
  - Heinrich von Brentano, niemiecki prawnik, polityk (zm. 1964)
  - Winston Field, południoworodezyjski polityk, premier Rodezji Południowej pochodzenia brytyjskiego (zm. 1969)
  - Feliks Selmanowicz, polski podporucznik, żołnierz AK (zm. 1946)
- 1905:
  - Piotr Borodin, radziecki polityk (zm. 1986)
  - Óndra Łysohorsky, śląski poeta, prozaik, tłumacz, filolog (zm. 1989)
  - Józef Winiewicz, polski dziennikarz, dyplomata, polityk (zm. 1984)
- 1906:
  - Milorad Arsenijević, jugosłowiański piłkarz, trener (zm. 1987)
  - Junio Valerio Borghese, włoski kapitan fregaty, skrajnie prawicowy polityk, pisarz (zm. 1974)
  - Octave Dayen, francuski kolarz szosowy i torowy (zm. 1987)
  - Józef Lichten, polski prawnik, dyplomata, historyk, publicysta pochodzenia żydowskiego (zm. 1987)
  - Paolo Stoppa, włoski aktor teatralny i filmowy (zm. 1988)
  - Max Zorn, amerykański matematyk, wykładowca akademicki pochodzenia niemieckiego (zm. 1993)
- 1907:
  - Edward Focherini, włoski męczennik, błogosławiony (zm. 1944)
  - Ernst Gaber, niemiecki wioślarz (zm. 1975)
- 1908:
  - Giovanni Bracco, włoski kierowca wyścigowy (zm. 1968)
  - Rudolf Gramlich, niemiecki piłkarz (zm. 1988)
  - Mieczysław Kotlarczyk, polski aktor, reżyser teatralny, dramaturg, krytyk literacki (zm. 1978)
- 1909:
  - Isaiah Berlin, brytyjski filozof, historyk idei, wykładowca akademicki pochodzenia żydowskiego (zm. 1997)
  - Stanisław Kuryłłowicz, polski wioślarz (zm. 1945)
- 1910:
  - Stefan Bagiński, polski operator filmowy, dokumentalista, porucznik AK, uczestnik powstania warszawskiego (zm. 2002)
  - Fritzi Burger, austriacka łyżwiarka figurowa (zm. 1999)
  - Zbigniew Żyszkowski, polski elektroakustyk, wykładowca akademicki (zm. 1988)
- 1911:
  - Jean Cayrol, francuski poeta, prozaik, scenarzysta filmowy (zm. 2005)
  - Jiří Sobotka, czeski piłkarz, trener (zm. 1994)
- 1912:
  - Edward Drabiński, polski piłkarz, trener (zm. 1995)
  - Joan Hartigan, australijska tenisistka (zm. 2000)
  - Antoni Komendo-Borowski, polski piłkarz (zm. 1984)
- 1914 – Antonina Gordon-Górecka, polska aktorka (zm. 1993)
- 1916:
  - Kenneth Connor, brytyjski aktor (zm. 1993)
  - Hamani Diori, nigerski polityk, pierwszy prezydent Nigru (zm. 1989)
  - Wiesław Dzielski, polski prawnik, działacz spółdzielczy (zm. 1979)
- 1917:
  - Władysław Cieplak, polski harcmistrz, porucznik, żołnierz AK, uczestnik powstania warszawskiego (zm. 1944)
  - Barry Fell, brytyjski zoolog, pseudohistoryk pochodzenia nowozelandzkiego (zm. 1994)
  - Kirk Kerkorian, amerykański miliarder pochodzenia ormiańskiego (zm. 2015)
- 1918:
  - Peter Donald, amerykański aktor pochodzenia brytyjskiego (zm. 1979)
  - Edwin G. Krebs, amerykański lekarz, biochemik, wykładowca akademicki, laureat Nagrody Nobla (zm. 2009)
  - Sauli Rytky, fiński biegacz narciarski (zm. 2006)
- 1919:
  - Peter Carington, brytyjski arystokrata, polityk, sekretarz generalny NATO (zm. 2018)
  - Władysław Potocki, polski kapitan pilot (zm. 1996)
- 1921 – Janka Pilchówna, polska pisarka, poetka (zm. 2009)
- 1922:
  - Jerzy Broszkiewicz, polski prozaik, autor fantastyki naukowej, dramaturg, eseista, publicysta (zm. 1993)
  - Danuta Kwapiszewska, polska tancerka, rzeźbiarka (zm. 1999)
  - Pietro Lombardi, włoski zapaśnik (zm. 2011)
  - Czesław Rodziewicz, polski pedagog, hafciarz, kolekcjoner, grafik, malarz, autor ekslibrisów (zm. 2013)
- 1923:
  - V.C. Andrews, amerykańska pisarka (zm. 1986)
  - Ivor Bueb, brytyjski kierowca wyścigowy (zm. 1959)
  - Jerzy Kulesza, polski śpiewak operowy (baryton) (zm. 2017)
  - René Monory, francuski polityk (zm. 2009)
  - Jim Rigsby, amerykański kierowca wyścigowy (zm. 1952)
- 1924:
  - Manuel Machuca, chilijski piłkarz (zm. 1985)
  - Göran Malmqvist, szwedzki językoznawca, historyk literatury, sinolog, tłumacz, wykładowca akademicki (zm. 2019)
- 1925:
  - Al Grey, amerykański trębacz jazzowy (zm. 2000)[potrzebny przypis]
  - Vital L’Hoste, belgijski bokser (zm. 2011)
  - Zbigniew Motyczyński, polski ekonomista, kapitan, działacz kombatancki (zm. 2011)
  - Wacław Wądołkowski, polski plutonowy, żołnierz AK, uczestnik powstania warszawskiego (zm. 1944)
- 1926:
  - Wiesław Adam Berger, polski pisarz (zm. 1998)
  - Tadeusz Lutoborski, polski ekonomista, działacz społeczny (zm. 2010)
  - Alex Sanders, brytyjski okultysta (zm. 1988)
- 1927:
  - Andrzej Lisicki, polski astronom, oceanograf, wykładowca akademicki (zm. 2011)
  - Elijah Mudenda, zambijski polityk, premier Zambii (zm. 2008)
- 1928:
  - Melpomeni Çobani, albańska sportsmenka, aktorka, piosenkarka (zm. 2016)
  - George Deukmejian, amerykański polityk (zm. 2018)
  - Ed Fury, amerykański kulturysta, model, aktor (zm. 2023)
  - Janusz Gniatkowski, polski piosenkarz (zm. 2011)
  - Nicolas Rea, brytyjski polityk (zm. 2020)
  - Elio Sgreccia, włoski kardynał, bioetyk (zm. 2019)
- 1929:
  - Kao Chun-ming, tajwański duchowny prezbiteriański, działacz na rzecz praw człowieka (zm. 2019)
  - Kazimierz Morawski, polski dziennikarz, polityk, poseł na Sejm PRL (zm. 2012)
  - Bogusław Schaeffer, polski kompozytor, muzykolog, dramaturg, grafik, pedagog (zm. 2019)
- 1930:
  - Solange Berry, belgijska piosenkarka, artystka kabaretowa (zm. 2018)
  - Władysław Młynek, polski nauczyciel, prozaik, poeta, działacz społeczny i kulturalny na Zaolziu (zm. 1997)
  - Andrzej Szomański, polski historyk, publicysta, działacz opozycji antykomunistycznej (zm. 1987)
- 1931:
  - Richard Hickock, amerykański morderca (zm. 1965)
  - Helena Kamieniarz, śląska koronczarka (zm. 2006)
  - Heliodor Muszyński, polski pedagog, metodolog, teleolog, profesor nauk humanistycznych
  - Ryszard Wojciechowski, polski działacz spółdzielczy, polityk, poseł na Sejm RP (zm. 2006)
- 1932:
  - Herman Hertzberger, holenderski architekt
  - David Scott, amerykański pułkownik lotnictwa, astronauta
  - Billie Whitelaw, brytyjska aktorka (zm. 2014)
- 1933:
  - Ryszard Ksieniewicz, polski lekkoatleta, wieloboista (zm. 2010)
  - Heinrich Rohrer, szwajcarski fizyk, wykładowca akademicki, laureat Nagrody Nobla (zm. 2013)
  - Zbigniew Żakiewicz, polski pisarz (zm. 2010)
- 1934:
  - Gilbert Cates, amerykański reżyser i producent filmowy pochodzenia żydowskiego (zm. 2011)
  - Mieczysław Kamiński, polski działacz partyjny (zm. 2017)
  - Albert II Koburg, król Belgów
- 1935:
  - Dimitrios Frangos, grecki prawnik, samorządowiec, polityk
  - Bogdan Gadomski, polski historyk, wykładowca akademicki
  - Grant Green, amerykański gitarzysta i kompozytor jazzowy (zm. 1979)
  - Jon Henricks, australijski pływak
  - Zygmunt Wójcik, polski poeta, prozaik (zm. 1995)
- 1936:
  - Sotir Kosta, albański rzeźbiarz
  - Bill Puterbaugh, amerykański kierowca wyścigowy (zm. 2017)
  - Roman Wilhelmi, polski aktor (zm. 1991)
- 1937:
  - Stéphane Maurice Bongho-Nouarra, kongijski polityk, premier Konga (zm. 2007)
  - John MacIsaac, brytyjski lekkoatleta, sprinter
  - Zbigniew Szczot, polski działacz sportowy (zm. 2016)
  - Joseph Edra Ukpo, nigeryjski duchowny katolicki, biskup Ogoja, arcybiskup Kalabaru (zm. 2023)
- 1938:
  - Ludwik Brazylijski, brazylijski arystokrata (zm. 2022)
  - Simon Collier, brytyjski historyk i antropolog tanga argentyńskiego (zm. 2003)
  - Michael Holmes, brytyjski polityk (zm. 2023)
  - Vladimír Jiránek, czeski rysownik, scenarzysta i reżyser filmów animowanych (zm. 2012)
  - Jonas Kauneckas, litewski duchowny katolicki, biskup poniewieski
  - Nikołaj Swiridow, rosyjski lekkoatleta, długodystansowiec (zm. 2023)
- 1939:
  - Louis Andriessen, holenderski pianista, kompozytor (zm. 2021)
  - Marian Wright Edelman, amerykańska działaczka na rzecz praw dziecka
- 1940:
  - Homero Aridjis, meksykański pisarz, działacz społeczny pochodzenia greckiego
  - Antonella Ragno-Lonzi, włoska florecistka
  - Michael Smith, irlandzki duchowny katolicki, biskup Meath
- 1941 – Adolf Gwozdek, polski malarz, grafik, pedagog (zm. 2020)
- 1942:
  - Klaus Bednarz, niemiecki dziennikarz (zm. 2015)
  - Romuald Brazis, polsko-litewski fizyk, matematyk, wykładowca akademicki
  - Mario Chaldú, argentyński piłkarz (zm. 2020)
  - Ulrike Ottinger, niemiecka reżyserka, dokumentalistka, fotografka
  - Norberto Rivera Carrera, meksykański duchowny katolicki, arcybiskup Meksyku, kardynał
  - Franciszek Żygis, polski generał brygady (zm. 2023)
- 1943:
  - Zdzisław Domański, polski polityk, samorządowiec, poseł na Sejm RP
  - Dagoberto Fontes, urugwajski piłkarz, trener (zm. 2024)
  - Richard Smalley, amerykański chemik, wykładowca akademicki, laureat Nagrody Nobla (zm. 2005)
- 1944:
  - Edgar Froese, niemiecki muzyk, członek zespołu Tangerine Dream (zm. 2015)
  - Anna Jung, polska lekarka, profesor nauk medycznych
  - Phillip Sharp, amerykański genetyk, wykładowca akademicki, laureat Nagrody Nobla
  - Jacques Madubost, francuski lekkoatleta, skoczek wzwyż (zm. 2018)
- 1945:
  - Marek Abramowicz, polski astrofizyk, wykładowca akademicki
  - Abdirahman Mohamud Farole, somalijski polityk, prezydent Puntlandu
  - Jan Kaczmarek, polski satyryk, piosenkarz, felietonista, członek kabaretu Elita (zm. 2007)
- 1946:
  - Tony Levin, amerykański muzyk, multiinstrumentalista, kompozytor, członek zespołów: King Crimson, Liquid Tension Experiment, Bozzio Levin Stevens i Stick Men
  - Barbara Różycka-Orszulak, polska polityk, poseł na Sejm RP (zm. 2009)
  - Zbigniew Seifert, polski skrzypek jazzowy (zm. 1979)
  - Raghuvansh Prasad Singh, indyjski polityk, minister rozwoju wsi (zm. 2020)
  - Juliusz Wyrzykowski, polski aktor (zm. 2002)
  - Chuck Williams, amerykański koszykarz
- 1947:
  - David Blunkett, brytyjski polityk
  - Robert Englund, amerykański aktor, reżyser filmowy
  - Táňa Fischerová, czeska aktorka, pisarka, polityk (zm. 2019)
  - Jean-Claude Fruteau, francuski nauczyciel, samorządowiec, polityk, eurodeputowany (zm. 2022)
  - Tomasz Holc, polski żeglarz, działacz sportowy, polityk, poseł na Sejm RP
  - Bent Jensen, duński piłkarz
  - Ada Kok, holenderska pływaczka
  - Jicchak Lewi, izraelski rabin, polityk
- 1948:
  - Rocco Buttiglione, włoski polityk
  - Roberto Filippini, włoski duchowny katolicki, biskup Pescii
  - Felix Anthony Machado, indyjski duchowny katolicki, arcybiskup Vasai
  - Barry Maister, nowozelandzki hokeista na trawie
  - Władimir Szadrin, rosyjski hokeista (zm. 2021)
  - Krzysztof Turowski, polski dziennikarz, publicysta
  - Toomas Varek, estoński inżynier, polityk
- 1949:
  - Marek Brągoszewski, polski admirał
  - Andrzej Domalik, polski scenarzysta, reżyser filmowy i teatralny
  - Tadeusz Kaleniecki, polski polityk, poseł na Sejm RP
  - Soundaraj Periyanayagam, indyjski duchowny katolicki, biskup Vellore (zm. 2020)
  - Noemí Sanín, kolumbijska polityk
- 1950:
  - Chantal Akerman, belgijska aktorka, scenarzystka i reżyserka filmowa (zm. 2015)
  - Marilyn Corson, kanadyjska pływaczka
  - Jurij Salnikow, rosyjski jeździec sportowy
  - José Albino Silva Peneda, portugalski ekonomista, polityk
  - Mehmet Uzun, turecki zapaśnik
- 1951:
  - Frank Fahey, irlandzki nauczyciel, polityk
  - Paulo Kassoma, angolski polityk, premier Angoli
  - Geraldine McCaughrean, brytyjska pisarka
  - Jesse Mercado, filipiński duchowny katolicki, biskup Parañaque
  - Michele Seccia, włoski duchowny katolicki, biskup Teramo-Atri, arcybiskup Lecce
  - Noritake Takahara, japoński kierowca wyścigowy
  - Nicole Thomas-Mauro, francuska polityk, działaczka społeczna
- 1952:
  - Jan Biela, polski chemik, inżynier, poeta, rzeźbiarz
  - Marsha Blackburn, amerykańska polityk, senator
  - César Cueto, peruwiański piłkarz
  - Harvey Fierstein, amerykański aktor
  - Lucjan Jacak, polski fizyk teoretyk, wykładowca akademicki
  - José Luis Real, meksykański piłkarz, trener
  - Peter Sartain, amerykański duchowny katolicki, arcybiskup Seattle
  - Adi Szamir, izraelski informatyk, kryptograf
  - Bernd Wehmeyer, niemiecki piłkarz
- 1953:
  - Dimitris Awramopulos, grecki polityk, samorządowiec, dyplomata, burmistrz Aten
  - Marek Czekalski, polski inżynier włókiennik, polityk, samorządowiec, prezydent Łodzi (zm. 2021)
  - Marco Foyot, francuski gracz i trener pétanque
  - Milan Hort, słowacki samorządowiec, polityk
  - Małgorzata Olkuska, polska rzeźbiarka, medalierka
  - Grażyna Pękalska, polska łuczniczka, trenerka (zm. 2010)
  - Jerzy Rybicki, polski bokser, działacz sportowy
- 1954:
  - Dulce Chacón, hiszpańska pisarka, poetka, dramatopisarka (zm. 2003)
  - Robert Coerver, amerykański duchowny katolicki, biskup Lubbock
  - Miroslav Deronjić, serbski polityk, zbrodniarz wojenny (zm. 2007)
  - Guillermo La Rosa, peruwiański piłkarz
  - Magdalena Łazarkiewicz, polska reżyserka i scenarzystka filmowa pochodzenia żydowskiego
  - Jorge Mendonça, brazylijski piłkarz (zm. 2006)
  - Tim O’Reilly, irlandzki przedsiębiorca
  - Urve Tiidus, estońska dziennikarka, polityk
  - Władysław Antoni Żmuda, polski piłkarz, trener
- 1955:
  - Sandra Bernhard, amerykańska aktorka, pisarka, piosenkarka
  - Tadeusz Cymański, polski samorządowiec, polityk, burmistrz Malborka, poseł na Sejm RP i eurodeputowany
  - Edson Gaúcho, brazylijski piłkarz, trener
  - Jerzy Godzik, polski polityk, samorządowiec, poseł na Sejm RP, starosta kwidzyński
  - Pier Antonio Panzeri, włoski działacz społeczny, polityk
  - Lee Smolin, amerykański fizyk
- 1956:
  - Björn Borg, szwedzki tenisista
  - Piotr Czarnecki, polski polityk, poseł na Sejm RP
  - Hans-Peter Ferner, niemiecki lekkoatleta, średniodystansowiec
  - Norberto Huezo, salwadorski piłkarz (zm. 2025)
  - Valdemaras Jakštas, litewski inżynier, polityk, samorządowiec, burmistrz Poniewieża
  - Igor Kanygin, rosyjski zapaśnik
  - Krzysztof Lepianka, polski kajakarz
  - Radko Martínek, czeski nauczyciel, samorządowiec, polityk
  - Detlef Richter, niemiecki bobsleista
  - Ryszard Wójcik, polski przedsiębiorca, sędzia piłkarski
- 1957:
  - Enrico Giovannini, włoski ekonomista, urzędnik państwowy
  - Aleksandr Majorow, rosyjski kombinator norweski
  - Radosław Markowski, polski socjolog, politolog, wykładowca akademicki, publicysta
  - Slavko Večerin, serbski duchowny katolicki, biskup Suboticy (zm. 2022)
- 1958:
  - Gordan Grlić Radman, chorwacki polityk, dyplomata
  - Mariusz Kubiak, polski hokeista na trawie, trener
- 1959:
  - Marwan al-Barghusi, palestyński polityk
  - Leszek Golba, polski historyk, politolog, polityk, poseł na Sejm RP
  - Maurizio Iorio, włoski piłkarz
  - Mario Landolfi, włoski dziennikarz, polityk
  - Amanda Pays, brytyjska aktorka, modelka
  - Andriej Prokofjew, rosyjski lekkoatleta, płotkarz i sprinter (zm. 1989)
  - Dave Schultz, amerykański zapaśnik (zm. 1996)
  - Aneta Szyłak, polska kurator i krytyk sztuki
- 1960:
  - Adrián Campos, hiszpański kierowca wyścigowy (zm. 2021)
  - John Eldredge, amerykański pisarz chrześcijański
  - Wania Geszewa, bułgarska kajakarka
  - Jozef Pribilinec, słowacki lekkoatleta, chodziarz
  - Coleen Sommer, amerykańska lekkoatletka, skoczkini wzwyż
  - Maciej Świtoński, polski chirurg, autor programów telewizyjnych, muzyk
  - Steve Vai, amerykański gitarzysta, kompozytor, producent muzyczny
  - Javier Zarzalejos, hiszpański prawnik, urzędnik państwowy, polityk, eurodeputowany
- 1961:
  - Tom Araya, amerykański wokalista, basista, członek zespołu Slayer
  - Mindaugas Butkus, litewski dyplomata
  - Aldo Costa, włoski inżynier Formuły 1
  - Garin Nugroho, indonezyjski reżyser, scenarzysta i producent filmowy
  - Małgorzata Winiarczyk-Kossakowska, polska politolog, polityk, poseł na Sejm RP (zm. 2024)
  - Rafał Wydlarski, polski basista, członek zespołów Deadlock i Białe Wulkany (zm. 1997)
- 1962:
  - Dragan Andrić, serbski piłkarz wodny
  - Mark Bright, angielski piłkarz
  - Heloísa Helena, brazylijska polityk
  - Hirokazu Koreeda, japoński reżyser i scenarzysta filmowy
- 1963:
  - Federico Andahazi, argentyński pisarz pochodzenia węgierskiego
  - Eric Cantor, amerykański polityk
  - Jason Isaacs, brytyjski aktor pochodzenia żydowskiego
  - Inga Iwasiów, polska pisarka, poetka, krytyk literacka, literaturoznawczyni
  - Dariusz Kubicki, polski piłkarz, trener
  - Vladimír Růžička, czeski hokeista, trener
  - Piotr Tymochowicz, polski doradca mediowy, specjalista ds. wizerunku i marketingu politycznego
  - Tomasz Wójcik, polski grafik, scenograf, reżyser teatralny
  - Vincent Collet, francuski koszykarz, trener
- 1964:
  - Tadeusz Arłukowicz, polski dziennikarz, samorządowiec, polityk, senator RP
  - Nelli Cooman, holenderska lekkoatletka, sprinterka pochodzenia surinamskiego
  - Guru Josh, brytyjski muzyk (zm. 2015)
  - Sékouba Konaté, gwinejski pułkownik, polityk, p.o. prezydenta Gwinei
  - Jay Lake, amerykański pisarz science fiction (zm. 2014)
  - Agata Osika-Kucharska, polska artystka fotograf
- 1965:
  - Donat Acklin, szwajcarski bobsleista
  - Emil Barchański, polski uczeń, działacz opozycji antykomunistycznej (zm. 1982)
  - Wojciech Billip, polski aktor
  - Bohdan Danyłyszyn, ukraiński ekonomista, polityk
  - Erik Fosnes Hansen, norweski pisarz
  - Megumi Ogata, japońska aktorka, piosenkarka
  - Lucy Tyler-Sharman, australijska kolarka torowa pochodzenia amerykańskiego
- 1966:
  - Agata Bielik-Robson, polska filozof, publicystka
  - Angela Cavagna, włoska piosenkarka, aktorka, modelka, prezenterka telewizyjna
  - Faure Gnassingbé, togijski polityk, prezydent Togo
  - Adriana Kohútková, słowacka śpiewaczka operowa (sopran)
  - Maselino Masoe, samoański bokser
  - Anthony Yeboah, ghański piłkarz
  - Sean Yseult, amerykańska basistka rockowa
- 1967:
  - József Berényi, słowacki polityk pochodzenia węgierskiego
  - Paul Giamatti, amerykański aktor
  - Roger Lukaku, kongijski piłkarz
  - Ewa Stankiewicz-Jørgensen, polska dziennikarka, reżyserka i scenarzystka filmowa
  - Ron Zwerver, holenderski siatkarz, trener
- 1968:
  - Zenildo Luiz Pereira da Silva, brazylijski duchowny katolicki, biskup-prałat Borby
  - Mariusz Prokop, polski piłkarz (zm. 2023)
  - Norbert Smoliński, polski muzyk, kompozytor, wokalista, autor tekstów, członek zespołów Delhy Seed i Contra Mundum
  - David Solari, włoski kolarz torowy
- 1969:
  - Ulf Holm, szwedzki polityk
  - Fernando Redondo, argentyński piłkarz
  - Jarosław Zdrojkowski, polski polityk, samorządowiec, marszałek województwa lubelskiego
- 1970:
  - Andrian Duszew, bułgarski kajakarz
  - Albert Ferrer, hiszpański piłkarz, trener
  - Montell Griffin, amerykański bokser
  - Jonathan Magri-Overend, maltański piłkarz
  - Krzysztof Mila, polski koszykarz
  - Kanat Musatajew, kazachski piłkarz, trener
  - Eulogiusz (Pacan), ukraiński biskup prawosławny
  - James Shaffer, amerykański gitarzysta, członek zespołu KoЯn
  - Henry Williams, amerykański koszykarz (zm. 2018)
- 1971:
  - Jurij Gurow, rosyjski wokalista, członek zespołu Łaskowyj Maj (zm. 2012)
  - Michalis Kasapis, grecki piłkarz, trener
  - Elina Knihtilä, fińska aktorka
  - Petr Korbel, czeski tenisista stołowy
  - Park Ji-yeong, południowokoreańska judoczka
  - Janina Warunek, polska lekkoatletka, sprinterka
  - Yang Young-jin, południowokoreański zapaśnik
- 1972:
  - Luis Cembranos, hiszpański piłkarz, trener
  - Óscar Díaz, kolumbijski piłkarz
  - Waldemar Dolecki, polski aktor, prezenter telewizyjny
  - Noriaki Kasai, japoński skoczek narciarski
  - Archimed Muchambetow, kazachski polityk
  - Jakub Przebindowski, polski aktor, dramaturg, reżyser teatralny, kompozytor
  - Cristina Scabbia, włoska wokalistka, członkini zespołu Lacuna Coil
  - Jeff Williams, amerykański baseballista
- 1973:
  - Jorge Arreaza, wenezuelski polityk
  - Patrick Rothfuss, amerykański pisarz fantasy
  - Coraima Torres, wenezuelska aktorka
- 1974:
  - Rolando Fonseca, kostarykański piłkarz
  - Sattar Hamedani, irański piłkarz
  - Alexandra Krings, austriacka snowboardzistka
  - Guillaume Musso, francuski pisarz
  - Barbara Niedernhuber, niemiecka saneczkarka
  - Semen Semenczenko, ukraiński major, polityk
  - Danny Strong, amerykański aktor, reżyser, scenarzysta i producent filmowy
  - Dallas Toler-Wade, amerykański muzyk, kompozytor, członek zespołu Nile
  - Ratanapol Sor Vorapin, tajski bokser
  - Sonya Walger, brytyjska aktorka
- 1975:
  - Steinar Pedersen, norweski piłkarz, trener
  - Markus Penz, austriacki skeletonista
  - José Ivanaldo de Souza, brazylijski piłkarz
  - Niklas Sundström, szwedzki hokeista
- 1976:
  - Antonio Granger, amerykański koszykarz
  - Adrian-Miroslav Merka, rumuński polityk
  - Oksana Romienska, rosyjska piłkarka ręczna
- 1977:
  - Małgorzata Bela, polska aktorka, modelka
  - David Connolly, irlandzki piłkarz pochodzenia angielskiego
  - Meike Evers, niemiecka wioślarka
  - Camu Tao, amerykański raper, producent muzyczny (zm. 2008)
- 1978:
  - Carl Barât, brytyjski aktor, wokalista, gitarzysta
  - Judith Barsi, amerykańska aktorka dziecięca (zm. 1988)
  - Danił Chalimow, kazachski zapaśnik (zm. 2020)
  - Jessica Kresa, amerykańska wrestlerka
  - Mariana Popowa, bułgarska piosenkarka
  - Sophie Solomon, brytyjska skrzypaczka, kompozytorka[potrzebny przypis]
  - Igors Vihrovs, łotewski gimnastyk
  - Milen Wasilew, bułgarski szachista[potrzebny przypis]
- 1979:
  - Lisanne de Roever, holenderska hokeista na trawie, bramkarka
  - Solenne Figuès, francuska pływaczka
  - Sebastian Fonfara, polski hokeista
- 1980:
  - Zofia Król, polska redaktor, krytyk i historyk literatury
  - Marcin Orliński, polski poeta, krytyk literacki
  - Mahamat Saleh, czadyjski piłkarz
  - Björn von der Wellen, niemiecki aktor
  - Zuzana Žirková, słowacka koszykarka
- 1981:
  - João Paulo Andrade, portugalski piłkarz
  - Brent Darby, amerykański koszykarz (zm. 2011)
  - Cheryl Ford, amerykańska koszykarka
  - Yudel Johnson, kubański bokser
  - Satoshi Kamiya, japoński mistrz origami
  - Johnny Pacar, amerykański aktor
  - Małgorzata Trybalska, polska aktorka
- 1982:
  - Oliver Fink, niemiecki piłkarz
  - Shawn King, koszykarz z Saint Vincent i Grenadyn
  - Antti Okkonen, fiński piłkarz
  - Marian Oprea, rumuński lekkoatleta, trójskoczek
  - Filip Springer, polski reportażysta, fotoreporter
  - Uku Suviste, estoński piosenkarz
- 1983:
  - Afroditi Kosma, grecka koszykarka
  - Radmiła Bieriesniowa, kazachska siatkarka
  - Marcin Hakiel, polski tancerz
  - Michael Krohn-Dehli, duński piłkarz
  - Gianna Michaels, amerykańska aktorka pornograficzna
  - Tomasz Opałka, polski kompozytor
  - Antonia Prebble, nowozelandzka aktorka
  - Joe Rokocoko, nowozelandzki rugbysta
- 1984:
  - Igor Cukrov, chorwacki piosenkarz
  - Roman Hubník, czeski piłkarz
  - Noor Sabri, iracki piłkarz, bramkarz
  - Błażej Telichowski, polski piłkarz
- 1985:
  - Sōta Hirayama, japoński piłkarz
  - Martyn Irvine, irlandzki kolarz szosowy i torowy
  - Sebastian Larsson, szwedzki piłkarz
  - Heiki Nabi, estoński zapaśnik
  - Michał Pokrywka, polski judoka
  - Marina Storożenko, kazachska siatkarka
- 1986:
  - Leslie Carter, amerykańska piosenkarka (zm. 2012)
  - Angela Forsett, amerykańska siatkarka
  - Kim Hyun-joong, południowokoreański aktor, wokalista, lider zespołu SS501
  - Tamara Lunger, włoska wspinaczka, skialpinistka
  - Anastasija Orłowa, rosyjska siatkarka
  - Piotr Trojan, polski aktor, scenarzysta, reżyser
  - Vladimir Volkov, czarnogórski piłkarz pochodzenia serbskiego
- 1987:
  - Mohamed Amine Aoudia, algierski piłkarz
  - Andreas Awraam, cypryjski piłkarz
  - Niklas Hjalmarsson, szwedzki hokeista
  - Daniel Logan, nowozelandzki aktor
  - Rubin Okotie, austriacki piłkarz pochodzenia nigeryjskiego
  - Ruddy Zang Milama, gabońska lekkoatletka, sprinterka
- 1988:
  - Ryan Brathwaite, barbadoski lekkoatleta, płotkarz
  - Israel Dagg, nowozelandzki rugbysta
  - Teerasil Dangda, tajski piłkarz
  - Guillermo Durán, argentyński tenisista
  - Arianna Errigo, włoska florecistka
  - Małgorzata Kozaczuk, polska szablistka
  - Thijsje Oenema, holenderska łyżwiarka szybka
  - Liu Xiangrong, chińska lekkoatletka, kulomiotka
  - Piotr Siemionowski, polski kajakarz
  - József Varga, węgierski piłkarz
- 1989:
  - Paula Brancati, kanadyjska aktorka
  - Serhij Hajduczenko, ukraiński hokeista pochodzenia rosyjskiego
  - Ghofrane Mohammad, syryjska lekkoatletka, płotkarka
  - Robert Sacre, amerykańsko-kanadyjski koszykarz
  - James Slipper, australijski rugbysta
  - Tomoko Sumishi, japońska lekkoatletka, tyczkarka
  - Paweł Wojciechowski, polski lekkoatleta, tyczkarz
- 1990:
  - Vid Belec, słoweński piłkarz, bramkarz
  - Gavin Hoyte, trynidadzko-tobagijski piłkarz
  - Li Qian, chińska pięściarka
  - Liu Chuang, chiński snookerzysta
  - Agnieszka Miela, polska pisarka
  - Anthony Rendon, amerykański baseballista
  - Pape Souaré, senegalski piłkarz
- 1991:
  - Grzegorz Bociek, polski siatkarz
  - Bianca Botto, peruwiańska tenisistka
  - Amir Ghafur, irański siatkarz
  - Aicha Mezemate, algierska siatkarka
  - Aleksandra Rola, polska zawodniczka MMA
  - Aleksandra Trojan, polska siatkarka
- 1992:
  - Bauyrżan Bajtana, kazachski piłkarz
  - Hyuna, południowokoreańska piosenkarka, raperka
  - Mustafa Kaya, turecki zapaśnik
  - Sidy Koné, malijski piłkarz
  - Jonas Kvalen, norweski siatkarz
  - Mitch McGary, amerykański koszykarz
  - Birama Touré, malijski piłkarz
- 1993:
  - Aisling Franciosi, irlandzko-włoska aktorka
  - Frida Gustavsson, szwedzka modelka i aktorka
  - Kong Fanyu, chińska narciarka dowolna
  - Tom Swoon, polski didżej, producent muzyczny
- 1994:
  - Marina García, hiszpańska pływaczka
  - Maxence Parrot, kanadyjski snowboardzista
  - Jenny Rissveds, szwedzka kolarka górska i szosowa
- 1995:
  - Fəridə Əzizova, azerska zawodniczka taekwondo
  - Julian Green, amerykański piłkarz
  - Štefan Hadalin, słoweński narciarz alpejski
  - Masato Sakai, japoński pływak
- 1996:
  - Valmir Berisha, szwedzki piłkarz pochodzenia albańskiego
  - Jan Doležal, czeski lekkoatleta, wieloboista
- 1997:
  - Julia Banaś, polska modelka
  - Janosch Brugger, niemiecki biegacz narciarski
  - Aaron Herrera, amerykański piłkarz
- 1998:
  - Muhammad Ihab Muhammad Dahab Chalil, egipski zapaśnik
  - Alexis Claude-Maurice, francuski piłkarz pochodzenia gwadelupskiego
  - Bakery Jatta, gambijski piłkarz
  - Abdul Mumin, ghański piłkarz
  - Jahor Szaranhowicz, białoruski hokeista
  - Aleksandra Żurawska, polska siatkarka
- 1999:
  - Qlirim Avdulli, kosowski piłkarz
  - Alessandro Buongiorno, włoski piłkarz
- 2000:
  - BabyTron, amerykański raper
  - Bogdan Racovițan, rumuński piłkarz
- 2001:
  - Chukwubuike Adamu, austriacki piłkarz pochodzenia nigeryjskiego
  - Rayan Aït-Nouri, francuski piłkarz pochodzenia algierskiego
  - Ebrima Darboe, gambijski piłkarz
  - Aarón Mejía, meksykański piłkarz
- 2002:
  - Botond Balogh, węgierski piłkarz
  - Edilson Carrasquilla, panamski piłkarz
- 2003: 
  - Sebastián González, ekwadorski piłkarz
  - Lorenzo Lazzari, sanmaryński piłkarz
- 2004:
  - Souhaib Khdar, marokański zapaśnik
  - Coleman Wong, hongkoński tenisista
- 2006 – Alex Reiter, niemiecki skoczek narciarski

## Zmarli
- 810 – Rotruda, frankijska księżniczka, zakonnica (ur. 775)
- 823 – Watamaro Bun’ya, japoński siogun (ur. 765)
- 863 – Utamisz, turecki oficer wojskowy kalifatu Abbasydów, wezyr (ur. ?)
- 913 – Aleksander, cesarz bizantyński (ur. 870)
- 1134 – Norbert z Xanten, niemiecki duchowny katolicki, arcybiskup Magdeburga, święty (ur. ok. 1080)
- 1217 – Henryk I, król Kastylii (ur. 1204)
- 1251 – Wilhelm III de Dampierre, hrabia Flandrii (ur. 1226)
- 1304 – Maria, infantka portugalska, zakonnica (ur. 1264)
- 1348 – Piotr z Falkowa, polski duchowny katolicki, biskup krakowski (ur. ?)
- 1374 – Rinaldo Orsini, włoski kardynał (ur. ?)
- 1393 – Go-En’yū, cesarz Japonii (ur. 1359)
- 1420 – Katarzyna, księżniczka opolska, księżna śląska (ur. ?)
- 1530 – Bonifacy IV Paleolog, markiz Montferratu (ur. 1512)
- 1548 – João de Castro, portugalski żeglarz (ur. 1500)[potrzebny przypis]
- 1554 – Hieronymus Schurff, niemiecki prawnik (ur. 1481)
- 1558 – Silvestro Aldobrandini, włoski prawnik, polityk (ur. 1499)
- 1569 – Jerzy Aleksandrowicz Chodkiewicz, polski szlachcic, polityk (ur. 1524)
- 1572 – Stanisław Zamoyski, polski magnat, polityk (ur. 1519)
- 1608 – Bernardo Buontalenti, włoski architekt, rzeźbiarz, malarz (ur. 1531)[potrzebny przypis]
- 1622 – Dorota Kober, niemiecka malarka (ur. 1549)
- 1626 – Salomon de Caus, francuski inżynier, architekt (ur. 1576)[potrzebny przypis]
- 1632 – Mikołaj z Mościsk, polski teolog-moralista, pisarz ascetyczny (ur. 1559)
- 1648 – Franciszek Ossoliński, polski szlachcic, polityk (ur. 1625)
- 1649 – Vincenzo Carafa, włoski jezuita, pisarz, błogosławiony (ur. 1585)
- 1700 – Wespazjan Kochowski, polski poeta, historyk (ur. 1633)
- 1710 – Louise de La Vallière, francuska arystokratka (ur. 1644)
- 1720 – Klemens Ignacy Ustrzycki, polski ziemianin, polityk (ur. 1660)
- 1737 – Wincenty (Jovanović), serbski biskup prawosławny (ur. 1689)
- 1765 – Józef Adrian Massalski, polski szlachcic, wojskowy, polityk (ur. ok. 1726)
- 1780 – Kasper Lubomirski, polski książę, polityk, generał lejtnant wojsk rosyjskich (ur. 1724)
- 1788 – Benjamin Wilson, brytyjski malarz, grafik, fizyk (ur. 1721)
- 1796 – Wojciech Radoszewski, polski duchowny katolicki, biskup pomocniczy krakowski (ur. 1721)
- 1803 – Josiah Tattnall, amerykański generał, polityk (ur. 1762)
- 1813 – Antonio Cachia, maltański architekt, inżynier, archeolog (ur. 1739)
- 1814 – John Montagu, brytyjski arystokrata, polityk (ur. 1744)
- 1816:
  - Christiane von Goethe, Niemka, żona Johanna (ur. 1765)
  - Benjamin Hawkins, amerykański polityk (ur. 1754)
- 1818 – Jan Henryk Dąbrowski, polski generał, polityk, twórca Legionów Polskich we Włoszech (ur. 1755)
- 1832 – Jeremy Bentham, brytyjski prawnik, filozof, ekonomista (ur. 1748)
- 1836 – Antoni Wettyn, król Saksonii (ur. 1755)
- 1837 – Diego Portales, chilijski generał, polityk (ur. 1793)
- 1840 – Marcelin Champagnat, francuski duchowny katolicki, święty (ur. 1789)
- 1858 – Pius Tyszkiewicz, polski hrabia, polityk (ur. 1756)
- 1860 – Henry P. Haun, amerykański polityk (ur. 1815)
- 1861 – Camillo Cavour, włoski polityk, premier Włoch i Sardynii (ur. 1810)
- 1862:
  - Piotr Đinh Văn Dũng, wietnamski męczennik i święty katolicki (ur. ok. 1800)
  - Piotr Đinh Văn Thuần, wietnamski męczennik i święty katolicki (ur. ok. 1802)
  - Wincenty Dương, wietnamski męczennik i święty katolicki (ur. ok. 1821)
- 1864 – Hieronim Władysław Kieniewicz, polski inżynier, członek władz powstania styczniowego (ur. 1834)
- 1865 – William Quantrill, amerykański kapitan konfederacki (ur. 1837)
- 1867 – Matylda Habsburg, arcyksiężniczka austriacka, księżniczka Śląska Cieszyńskiego (ur. 1849)
- 1868 – Ambroży Mikołaj Skarżyński, polski generał (ur. 1787)
- 1869 – Bolesław Kukiel, polski generał-major w służbie rosyjskiej (ur. 1829)
- 1870 – Ferdinand von Wrangel, rosyjski admirał, podróżnik, odkrywca pochodzenia niemiecko-bałtyckiego (ur. 1797)
- 1872 – Wincenty Szweycer, polski ziemianin, uczestnik powstań listopadowego i styczniowego (ur. 1810)
- 1878 – Robert Stirling, szkocki wynalazca (ur. 1790)
- 1881 – Henri Vieuxtemps, belgijski skrzypek, kompozytor (ur. 1820)
- 1888 – Leon Czechowski, polski pułkownik, uczestnik powstań listopadowego i styczniowego (ur. 1797)
- 1891 – John A. Macdonald, kanadyjski polityk, premier Kanady (ur. 1815)
- 1897 – Theodore Jasper, amerykański lekarz, ornitolog amator, ilustrator pochodzenia niemieckiego (ur. 1814)
- 1898:
  - Eli Lilly, amerykański wojskowy, chemik, farmaceuta, przemysłowiec, przedsiębiorca (ur. 1838)
  - Henry Perigal, brytyjski makler, matematyk amator (ur. 1801)[potrzebny przypis]
- 1906:
  - Jules Férat, francuski malarz, ilustrator (ur. 1829)
  - Karl Jurzyca, niemiecki taternik, alpinista, działacz turystyczny (ur. ?)
- 1907 – William McMahon McKaig, amerykański polityk (ur. 1845)
- 1908 – Moritz Piesch, polski przedsiębiorca pochodzenia żydowskiego (ur. 1849)
- 1913 – Ethelbert William Bullinger, brytyjski duchowny anglikański, biblista (ur. 1837)
- 1915 – Jean-Charles Arnal du Curel, francuski duchowny katolicki, biskup Monako (ur. 1858)
- 1916 – Yuan Shikai, chiński generał, polityk, prezydent Republiki Chińskiej, cesarz Chin (ur. 1859)
- 1918 – Władysław Czyżewicz, polski lekarz, urzędnik, działacz społeczny (ur. ok. 1851)
- 1919:
  - Enryō Inoue, japoński filozof, wykładowca akademicki, nacjonalista (ur. 1858)
  - Iwan Romanow, rosyjski rewolucjonista, bolszewik (ur. 1881)
- 1920:
  - António Maria Baptista, portugalski generał, polityk, premier Portugalii (ur. 1866)
  - Stanisław Bastgen, polski pułkownik piechoty (ur. 1862)
  - Józef Dąbrowski, polski sierżant pilot (ur. 1897)
  - Klemens Lechnicki, polski podporucznik piechoty (ur. 1899)
  - Piotr Osiadły, polski sierżant (ur. 1901)
  - Stanisław Rudnicki, polski podporucznik obserwator (ur. 1900)
- 1921 – Edward Herbst, polski przemysłowiec pochodzenia niemieckiego (ur. 1844)
- 1922:
  - Bronisław Mroczkowski, polski uczeń, harcerz, ochotnik w wojnie polsko-bolszewickiej, autor dziennika (ur. 1904)
  - Lillian Russell, amerykańska aktorka, piosenkarka (ur. 1860)
- 1924 – Walter Kypke, niemiecki pilot wojskowy, as myśliwski (ur. 1893)
- 1926 – Aleksiej Kułakowski, jakucki poeta, prozaik (ur. 1877)
- 1928:
  - Luigi Bianchi, włoski matematyk, wykładowca akademicki (ur. 1856)
  - Henryk Czeczott, polski inżynier, wykładowca akademicki (ur. 1875)
  - Sverre Hassel, norweski celnik, polarnik (ur. 1876)
  - John D. Works, amerykański polityk (ur. 1847)
- 1929 – Richard Réti, czeski szachista pochodzenia żydowskiego (ur. 1889)
- 1930 – Maria Radziwiłłowa, polska księżna, filantropka (ur. 1860)
- 1931 – Ernest Giżejewski, polski podpułkownik dyplomowany piechoty (ur. 1889)
- 1932:
  - Franciszek Kazimierz Kondrat, polski podpułkownik artylerii (ur. 1891)
  - William Broaddus Pritchard, amerykański neurolog, wykładowca akademicki (ur. 1862)
- 1933 – Edmund Zechenter, polski dziennikarz, poeta, nowelista (ur. 1867)
- 1934:
  - Juda Grossman-Roszczin, rosyjski anarchista, publicysta, krytyk literacki pochodzenia żydowskiego (ur. 1883)
  - Theophilus Goldridge Pinches, brytyjski asyriolog, wykładowca akademicki (ur. 1856)
- 1935 – Nicola Zingarelli, włoski humanista, filolog (ur. 1860)
- 1936 – Raffaello Gestro, włoski entomolog (ur. 1845)
- 1938 – Rafał Guízar Valencia, meksykański duchowny katolicki, biskup Veracruz, święty (ur. 1878)
- 1940:
  - Maurice Arnoux, francuski podporucznik pilot, as myśliwski (ur. 1895)
  - Józef Innocenty Guz, polski franciszkanin, męczennik, błogosławiony (ur. 1890)
  - Theodor Quandt, niemiecki pilot wojskowy, as myśliwski (ur. 1897)
  - Arthur Zimmermann, niemiecki polityk, dyplomata (ur. 1864)
- 1941:
  - Louis Chevrolet, szwajcarski kierowca wyścigowy, przedsiębiorca (ur. 1878)
  - Hieronim Wilder, polski historyk sztuki, antykwariusz, bibliofil (ur. 1876)
- 1942:
  - Stanisław Burhardt-Bukacki, polski generał dywizji (ur. 1890)
  - George Andrew Reisner, amerykański archeolog, egiptolog, wykładowca akademicki (ur. 1867)
- 1943:
  - Guido Fubini, włoski matematyk, wykładowca akademicki (ur. 1879)
  - Rudolf Jaszowski, polski inżynier hutnik, porucznik, komendant leżajskiej placówki ZWZ-AK (ur. 1912)
  - Feliks Piotr Musialik, polski górnik, dziennikarz, badacz folkloru (ur. 1865)
  - Feliks Pendelski, polski podharcmistrz, sierżant podchorąży, członek Szarych Szeregów (ur. 1921)
  - Frans-Albert Schartau, szwedzki strzelec sportowy (ur. 1877)
  - Andrzej Zawadowski, polski podharcmistrz, sierżant podchorąży AK (ur. 1922)
- 1944:
  - Paul Cornu, francuski inżynier, wynalazca (ur. 1881)[potrzebny przypis]
  - Don Pratt, amerykański generał (ur. 1892)
  - Jan Szumiec, polski działacz komunistyczny, żołnierz GL i AL (ur. 1916)
- 1945:
  - Andrzej Galica, polski generał brygady, pisarz (ur. 1873)
  - Maria Godlewska, polska tłumaczka (ur. 1880)
  - John Marriott, brytyjski historyk, wykładowca akademicki (ur. 1859)
  - Francesco Verri, włoski kolarz szosowy i torowy (ur. 1885)
- 1946 – Gerhart Hauptmann, niemiecki prozaik, dramaturg, laureat Nagrody Nobla (ur. 1862)
- 1947:
  - James Evershed Agate, brytyjski pisarz, krytyk teatralny, dziennikarz (ur. 1877)
  - Władysław Raczkiewicz, polski polityk, minister spraw wewnętrznych, senator RP, marszałek Senatu, wojewoda nowogródzki, wileński, krakowski i pomorski, prezes Światowego Związku Polaków z Zagranicy, prezydent RP na uchodźstwie (ur. 1885)
  - Eduard Sochor, czeski inżynier architekt (ur. 1862)
- 1948:
  - Wilhelm Hempfing, niemiecki malarz (ur. 1886)
  - Louis Lumière, francuski chemik, pionier kina, wynalazca kinematografu (ur. 1864)
- 1953 – Pierre Montenot, francuski architekt (ur. 1884)
- 1954 – Adam Brzechwa-Ajdukiewicz, polski pułkownik dyplomowany piechoty (ur. 1894)
- 1955:
  - Jelisaveta Načić, serbska architekt (ur. 1878)
  - Julien Pouchois, francuski kolarz torowy (ur. 1888)
  - Thomas Thornycroft, brytyjski motorowodniak (ur. 1881)
- 1956:
  - Hiram Bingham III, amerykański polityk, naukowiec, odkrywca Machu Picchu (ur. 1875)
  - Margaret Wycherly, brytyjska aktorka (ur. 1881)
- 1957:
  - Küläsz Bajseitowa, kazachska śpiewaczka operowa (sopran liryczno-koloraturowy) (ur. 1912)
  - José Buruca Laforia, argentyński piłkarz, bramkarz (ur. 1884)
- 1958:
  - Tadeusz Kroński, polski filozof, historyk filozofii, wykładowca akademicki (ur. 1907)
  - Virginia Pearson, amerykańska aktorka (ur. 1886)
- 1959 – Aleksandr Kidin, radziecki polityk (ur. 1909)
- 1960:
  - Christos Mandikas, grecki lekkoatleta, płotkarz (ur. 1902)
  - János Steiner, węgierski piłkarz, trener (ur. 1908)
- 1961:
  - Carl Gustav Jung, szwajcarski psychiatra, psycholog, malarz, wykładowca akademicki (ur. 1875)
  - Alfons Karpiński, polski malarz (ur. 1875)
  - Walter Kirk, australijski pilot wojskowy, as myśliwski pochodzenia irlandzkiego (ur. 1887)
  - František Trávníček, czeski językoznawca, bohemista, wykładowca akademicki (ur. 1888)
- 1962:
  - Abba Achimeir, białoruski dziennikarz, historyk, polityk pochodzenia żydowskiego (ur. 1897)
  - Yves Klein, francuski artysta intermedialny, malarz, rzeźbiarz (ur. 1928)
  - Stanisław Muszkat, polski urzędnik państwowy (ur. 1881)
  - John Rimmer, brytyjski lekkoatleta, długodystansowiec (ur. 1878)
- 1964 – Albina Osipowich, amerykańska pływaczka (ur. 1911)
- 1965 – Henryk Strąkowski, polski duchowny katolicki, biskup pomocniczy lubelski (ur. 1910)
- 1966:
  - Michał Gamski, polski działacz komunistyczny pochodzenia żydowskiego (ur. 1905)
  - Hans Erich Kalischer, niemiecki i amerykański ekonomista, fotografik (ur. 1903)
  - Ruben Katanian, radziecki prawnik, wykładowca akademicki, polityk, funkcjonariusz służb specjalnych, dyplomata (ur. 1881)
  - Janina Loteczkowa, polska sportsmenka, obrończyni obrończyni Lwowa (ur. 1902)
- 1967:
  - Edward Givens, amerykański pilot wojskowy, astronauta (ur. 1930)
  - Franciszek Kubicki, polski podpułkownik piechoty, działacz niepodległościowy (ur. 1897)
  - Fernando Paternoster, argentyński piłkarz, trener (ur. 1903)
- 1968:
  - Randolph Frederick Churchill, brytyjski major, polityk, syn Winstona (ur. 1911)
  - Theodor Frings, niemiecki językoznawca-germanista, wykładowca akademicki (ur. 1886)
  - Ellen Gleditsch, norweska chemik, wykładowczyni akademicka (ur. 1879)
  - Robert F. Kennedy, amerykański polityk, prokuratur generalny, senator pochodzenia irlandzkiego (ur. 1925)
- 1969 – Ari Żabotyński, izraelski polityk (ur. 1910)
- 1970:
  - Camille Bombois, francuski malarz prymitywista (ur. 1883)
  - Fiodor Riemiezow, radziecki generał lejtnant (ur. 1896)
- 1971:
  - Lauro Amadò, szwajcarski piłkarz (ur. 1912)
  - Siergiej Dienisow, radziecki generał porucznik lotnictwa (ur. 1909)
- 1972 – Warwara Adrianowa-Peretc, radziecka historyk literatury, bibliograf (ur. 1888)
- 1973:
  - Åke Borg, szwedzki pływak (ur. 1901)
  - Jan Dylik, polski geograf (ur. 1905)
  - Konstantin Griszin, radziecki polityk (ur. 1908)
  - Franz Lau, niemiecki teolog luterański, historyk Kościoła (ur. 1907)
- 1975 – Włodzimierz Mozołowski, polski lekarz wojskowy, biochemik (ur. 1895)
- 1976:
  - Jerzy Czosnowski, polski botanik (ur. 1922)
  - Jean Paul Getty, amerykański przedsiębiorca (ur. 1896)
- 1977:
  - Stefan Bergman, amerykański matematyk pochodzenia polsko-żydowskiego (ur. 1895)
  - Leon Cyboran, polski historyk filozofii indyjskiej, sanskrytolog, jogin (ur. 1928)
  - Karol Popiel, polski polityk, poseł na Sejm RP, minister sprawiedliwości (ur. 1887)
  - Edmund Soja, polski generał brygady (ur. 1921)
- 1978 – Theodor Rowehl, niemiecki pilot wojskowy (ur. 1894)
- 1979:
  - Janina Kurkowska-Spychajowa, polska łuczniczka (ur. 1901)
  - Kazimierz Opaliński, polski aktor, reżyser teatralny (ur. 1890)
- 1980 – Ruth Hughes Aarons, amerykańska tenisistka stołowa (ur. 1918)
- 1982:
  - Maria Bechczyc-Rudnicka, polska pisarka, tłumaczka, krytyk teatralny (ur. 1888)
  - Kenneth Rexroth, amerykański poeta, prozaik, eseista, malarz (ur. 1905)
- 1983:
  - Hugo Johnson, szwedzki żeglarz sportowy (ur. 1908)
  - Hans Leip, niemiecki pisarz (ur. 1893)
- 1984 – Jarnail Singh Bhindranwale, indyjski ekstremista sikhijski (ur. 1947)
- 1985 – Vladimir Jankélévitch, francuski filozof, pisarz, muzykolog pochodzenia żydowskiego (ur. 1903)
- 1987 – Arthur Burns, amerykański ekonomista (ur. 1904)
- 1988:
  - Maria Jastrzębska, polska inżynier elektronik (ur. 1924)
  - Vojtech Adalbert Kral, kanadyjski neuropsychiatra pochodzenia czeskiego (ur. 1903)
- 1991 – Stan Getz, amerykański saksofonista jazzowy (ur. 1927)
- 1992 – Manfred Stengl, austriacki saneczkarz, bobsleista (ur. 1946)
- 1994 – Przemysław Wojciechowski, polski działacz turystyczny (ur. 1935)
- 1995 – Sawielij Kramarow, rosyjski aktor (ur. 1934)
- 1996:
  - Harry Andersson, szwedzki piłkarz (ur. 1913)
  - Iwan Gustow, radziecki polityk (ur. 1911)
  - Kusuo Kitamura, japoński pływak (ur. 1917)
  - George Snell, amerykański genetyk, immunolog, transplantolog, laureat Nagrody Nobla (ur. 1903)
- 1997 – Eduardas Mieželaitis, litewski poeta, tłumacz, eseista i publicysta (ur. 1919)
- 1998 – Louie Bickerton, australijska tenisistka (ur. 1902)
- 1999:
  - Čestmír Adam, czeski prawnik, polityk (ur. 1924)
  - David Seidner, amerykański fotograf, pisarz (ur. 1957)
- 2000:
  - Olgierd Fietkiewicz, polski historyk, harcmistrz, pisarz (ur. 1932)
  - Arnie Johnson, amerykański koszykarz (ur. 1920)
  - Håkan Lidman, szwedzki lekkoatleta, płotkarz (ur. 1915)
- 2001 – Piotr Wawrzyńczak, polski aktor (ur. 1967)
- 2002:
  - Włodzimierz Kunz, polski malarz (ur. 1926)
  - Tadeusz Świcarz, polski piłkarz, hokeista (ur. 1920)
- 2004 – Emma Talmi, izraelski polityk (ur. 1905)
- 2005:
  - Anne Bancroft, amerykańska aktorka (ur. 1931)
  - Dana Elcar, amerykański aktor (ur. 1927)
  - Siegfried Palm, niemiecki wiolonczelista, pedagog (ur. 1927)
  - Anna Pogonowska, polska poetka (ur. 1922)
- 2006:
  - Zdzisław Nowicki, polski dyplomata, polityk, senator RP (ur. 1951)
  - Billy Preston, amerykański muzyk (ur. 1946)
- 2007 – Zakia Zaki, afgańska dziennikarka (ur. ?)
- 2008:
  - Tadeusz Kwiatkowski-Cugow, polski poeta, prozaik, eseista, satyryk (ur. 1940)
  - Paul Tessier, francuski chirurg (ur. 1917)
- 2009:
  - Jean Dausset, francuski immunolog, laureat Nagrody Nobla (ur. 1916)
  - Lucyna Frąckiewicz, polska ekonomistka (ur. 1926)
  - Stanisław Nowosielski, polski działacz sportowy, prezes PZPN (ur. 1929)
- 2010:
  - Piotr Głażewski, polski kajakarz, trener (ur. 1956)
  - Zofia Halota, polska dziennikarka, realizatorka, scenarzystka i reżyserka filmów dokumentalnych i reportaży telewizyjnych (ur. 1932)
  - Zygmunt Molik, polski aktor, teoretyk teatru (ur. 1930)
  - Michaił Paułau, białoruski polityk, działacz państwowy, burmistrz Mińska (ur. 1952)
  - Ladislav Smoljak, czeski reżyser filmowy i teatralny (ur. 1931)
  - Jan Stryczyński, polski lekarz radiolog, taternik, alpinista (ur. 1931)
- 2011:
  - Stefan Kuryłowicz, polski architekt (ur. 1949)
  - Masushi Ōuchi, japoński sztangista (ur. 1943)
  - Jacek Syropolski, polski architekt (ur. 1972)
- 2012:
  - Justinas Karosas, litewski naukowiec, polityk, samorządowiec (ur. 1937)
  - Władimir Krutow, rosyjski hokeista (ur. 1960)
  - Nolan Miller, amerykański kostiumograf (ur. 1935)
  - Nemanja Nešić, serbski wioślarz (ur. 1988)
  - Manuel Preciado Rebolledo, hiszpański piłkarz, trener (ur. 1957)
  - Tomohito, japoński książę (ur. 1946)
  - Mykoła Wołosianko, ukraiński piłkarz (ur. 1972)
- 2013:
  - Mohamed Hachaichi, algierski zapaśnik (ur. 1951)
  - Jerome Karle, amerykański chemik, laureat Nagrody Nobla (ur. 1918)
  - Alfons Sarrach, niemiecki pisarz, publicysta (ur. 1927)
  - Tom Sharpe, brytyjski pisarz (ur. 1928)
  - Esther Williams, amerykańska aktorka, pływaczka (ur. 1921)
- 2014:
  - Teresa Kruszewska, polska architektka wnętrz, projektantka mebli, wykładowca akademicki (ur. 1927)
  - Andrzej Werner, polski pływak, trener (ur. 1940)
  - Lorna Wing, brytyjska psychiatra (ur. 1928)
- 2015:
  - Pierre Brice, francuski aktor (ur. 1929)
  - Feras Saied, syryjski kulturysta (ur. 1981)
  - Siergiej Szarikow, rosyjski szablista (ur. 1974)
  - Ludvík Vaculík, czeski pisarz, dziennikarz (ur. 1926)
- 2016:
  - Wiktor Korcznoj, szwajcarski szachista pochodzenia rosyjskiego (ur. 1931)
  - Theresa Saldana, amerykańska aktorka (ur. 1954)
  - Peter Shaffer, brytyjski dramaturg, scenarzysta filmowy (ur. 1926)
  - Kimbo Slice, amerykański bokser, zawodnik MMA (ur. 1974)
- 2017:
  - Adnan Chaszukdżi, saudyjski przedsiębiorca, handlarz bronią (ur. 1935)
  - Ludwik Kaszowski, polski duchowny katolicki, paulin, geograf (ur. 1939)
  - Latifur Rahman, banglijski sędzia, polityk, tymczasowy premier Bangladeszu (ur. 1936)
  - Márta Rudas, węgierska lekkoatletka, oszczepniczka (ur. 1937)
  - Rokas Žilinskas, litewski dziennikarz, prezenter telewizyjny, polityk (ur. 1972)
- 2018:
  - Tinus Bosselaar, holenderski piłkarz (ur. 1936)
  - Mateja Matewski, macedoński poeta, krytyk literacki, eseista (ur. 1929)
  - Kira Muratowa, ukraińska aktorka, scenarzystka i reżyserka filmowa (ur. 1934)
  - Alan O’Neill, irlandzki aktor (ur. 1970)
  - Ralph Santolla, amerykański muzyk, kompozytor, instrumentalista, gitarzysta, członek zespołów: Death i Obituary (ur. 1969)
  - Red Schoendienst, amerykański baseballista, menedżer (ur. 1923)
- 2019:
  - Dr. John, amerykański wokalista, pianista, gitarzysta (ur. 1941)
  - Bolesław Pylak, polski duchowny katolicki, teolog, arcybiskup metropolita lubelski (ur. 1921)
- 2020:
  - Paweł Antkowiak, polski politolog (ur. 1984)
  - Marian Kallas, polski historyk prawa (ur. 1938)
  - Wojciech Okrasiński, polski matematyk (ur. 1950)
  - Ramadan Szallah, palestyński ekonomista, sekretarz generalny Palestyńskiego Islamskiego Dżihadu (ur. 1958)
  - Andrea Veggio, włoski duchowny katolicki, biskup pomocniczy Werony (ur. 1923)
- 2021:
  - Jacques Behnan Hindo, syryjski duchowny katolicki obrządku syryjskiego, arcybiskup Hassake-Nisibi (ur. 1941)
  - Maciej Morawski, polski dziennikarz, publicysta, działacz emigracyjny (ur. 1929)
  - Eiichi Negishi, japoński chemik, laureat Nagrody Nobla (ur. 1935)
  - Mansour Ojjeh, francuski przedsiębiorca (ur. 1952)
  - Edwin Rzeszuto, polski duchowny katolicki, duszpasterz Polskiej Misji Katolickiej (ur. 1933)
- 2022:
  - Gianni Clerici, włoski tenisista, dziennikarz sportowy, pisarz (ur. 1930)
  - Walerij Riumin, rosyjski inżynier, kosmonauta (ur. 1939)
  - Michele Scandiffio, włoski duchowny katolicki, arcybiskup Acerenzy (ur. 1928)
- 2023:
  - Peter Henrici, szwajcarski duchowny katolicki, biskup Chur (ur. 1928)
  - Lino Jordan, włoski biathlonista (ur. 1944)
  - Mike McFarlane, brytyjski lekkoatleta, sprinter (ur. 1960)
  - Tony McPhee, brytyjski gitarzysta bluesowy (ur. 1944)
- 2024:
  - Fumihiko Maki, japoński architekt (ur. 1928)
  - Siergiej Nowikow, rosyjski matematyk, fizyk matematyczny, wykładowca akademicki (ur. 1938)
  - Mateusz Sitek, polski szeregowy (ur. 2003)
- 2025:
  - Burgl Färbinger, niemiecka narciarka alpejska (ur. 1945)
  - Ewa Karbowska, polska poetka, dziennikarka, publicystka, tłumaczka (ur. 1960)
  - Mieczysław Sajewicz, polski chemik, redaktor naczelny czasopisma naukowego Acta Chromatographica (ur. 1951)